# بیرد (ایندیانا)
بیرد (به انگلیسی: Beard) یک منطقهٔ مسکونی در ایالات متحده آمریکا است که در شهرستان کلینتون، ایندیانا واقع شده‌است. بیرد ۲۵۹٫۰۸ متر بالاتر از سطح دریا واقع شده‌است.